# Огвумике, Чини
Чиненье «Чини» Огвумике (англ. Chinenye "Chiney" Ogwumike; род. 22 марта 1992 года в Томболле, Техас, США) — американская профессиональная баскетболистка. Была выбрана на драфте ВНБА 2014 года в первом раунде под общим первым номером командой «Коннектикут Сан». Играет на позиции форварда. С мая 2018 года работает аналитиком на канале ESPN.

## Ранние годы
Чини Огвумике родилась 22 марта 1992 года в городе Томболл (штат Техас), а училась в соседнем городе Сайпресс в средней школе Сай-Фэйр, в которой играла за местную баскетбольную команду. В 2010 году она принимала участие в игре McDonald's All-American, в которой выступают лучшие выпускницы школ США и Канады. В этом матче Огвумике набрала 24 очка и была признана самым ценным игроком белой команды. Причём в 2008 и 2010 годах в составе школьной команды она дважды выигрывала чемпионат штата Техас, набрав в итоге за четыре года 2509 очков (22,9 в среднем за игру) и совершила 1588 подборов (13,9). Родилась в семье Питера и Ифи Огвумике, у неё есть три сестры, старшая — Ннека и младшие — Оливия (Чисом) и Эрика (Эринма).

## Студенческая карьера
В 2010 году Огвумике поступила в Стэнфордский университет, где в течение четырёх лет выступала за баскетбольную команду «Стэнфорд Кардинал», в которой провела успешную карьеру под руководством именитого наставника, члена Зала славы баскетбола, Тары ван Дервир, набрав в итоге в 145 играх 2737 очков (18,9 в среднем за матч) и 1567 подборов (10,8). При Чини «Кардинал» четыре раза выигрывали регулярный чемпионат (2011—2014) и три раза — турнир конференции Pac-12 (2011—2013), а также четыре раза выходили в плей-офф студенческого чемпионата США (2011—2014).
При Огвумике «Стэнфорд» три раза играл в финале четырёх турнира NCAA (англ. Final Four) (2011, 2012, 2014), всегда уступая его будущему победителю, и один раз уступил на стадии 1/8 финала (2013). 3 апреля 2011 года «Кардинал» в полуфинале в тяжелейшей борьбе проиграли команде Даниэллы Адамс «Техас A&M Аггис» со счётом 62-63, в котором Чини была третьим по результативности игроком своей команды, забив 4 очка и совершив 4 подбора. В следующем году, 1 апреля, «Стэнфорд» на том же этапе уступил команде Бриттни Грайнер и Одисси Симс «Бэйлор Леди Бирс» со счётом 47-59, где Огвумике опять же стала третьим по результативности игроком своей команды с абсолютно такими же статистическими показателями. 6 апреля 2014 года «Кардинал» в полуфинале совершенно без борьбы уступили команде Брианны Стюарт «Коннектикут Хаскис» со счётом 56-75, где Огвумике уже была вторым по результативности игроком своей команды, набрав 15 очков и совершив 10 подборов.
3 января 2014 года в победной встрече против команды «Орегон Дакс» (96-66) Огвумике набрала 31 очко и совершила 14 подборов, десятый же из них вывел её в лидеры среди лучших подбирающих игроков «Кардинал», тем самым побив результат Кайлы Педерсен в 1266 отскоков и намного опередив по итогам всей студенческой карьеры. Кроме того в сезонах 2012/2013 и 2013/2014 годов Огвумике признавалась баскетболисткой года конференции Pac-12 и включалась в первую всеамериканскую сборную NCAA, в последнем же из них также стала лауреатом приза имени Джона Вудена, лучшим бомбардиром среди выпускников «Стэнфорда» (967) и в истории команды в целом.

## Профессиональная карьера
В 2014 году она выставила свою кандидатуру на драфт ВНБА, на котором была выбрана под первым номером клубом «Коннектикут Сан». И уже в своём дебютном сезоне Чини стала лучшим по результативности игроком своей команды, набирая в среднем за матч по 15,5 очка, 8,5 подбора и 1,2 блок-шота, за что по его итогам была признана новичком года, набрав вдвое больше голосов, чем Одисси Симс, (23 против 12) и включена в сборную новичков лиги. Помимо этого в том же году Огвумике получила приглашение на матч всех звёзд в качестве резервиста сборной Востока, в котором набрала 8 очков, совершила 5 подборов и сделала 3 передачи, чем помогла своей команде в тяжелейшей борьбе победить в овертайме сборную Запада со счётом 125-124.
В конце августа 2014 года Чини объявила о подписании соглашения с итальянским клубом «Беретта Фамилья», в котором решила провести межсезонье. Огвумике великолепно дебютировала в составе новой команды в Евролиге, набирая в первых трёх матчах в среднем за игру по 19,3 очка и 7,3 подбора, впрочем 3 декабря, в победном матче против клуба «Агю Спор Кулюбю» (82-75), она получила тяжёлую травму и вынуждена была досрочно завершить не только этот сезон, но также и пропустить следующее первенство женской НБА. Очередной сезон в Европе Чини отыграла в составе турецкой команды «Галатасарай», а в 2016 году вернулась в женскую НБА.

## Карьера в сборной США
Летом 2010 года Чини Огвумике была приглашена в состав национальной команды США для участия в чемпионате Америки по баскетболу среди девушек до 18 лет, в котором участвовали восемь команд из Северной, Центральной и Южной Америки, а также стран Карибского бассейна, а проходил он в Олимпийском тренировочном центре в Колорадо-Спрингс (штат Колорадо). Команды были разделены на две группы, по четыре в каждой, из которых по две сильнейшие выходили в полуфиналы, а их победители разыгрывали титул между собой. Звёзднополосатыми руководила известная в прошлом баскетболистка женской НБА Дженнифер Риззотти, двукратная чемпионка лиги в составе клуба «Хьюстон Кометс». Чини сыграла во всех пяти матчах своей команды в качестве игрока стартовой пятёрки, став лидером сборной как по очкам (13,2), так и по подборам (7,4), а американки одержали разгромные победы во всех встречах турнира с общей разностью по очкам (467-188) и заслуженно завоевали золотые медали первенства.
Команды, которые заняли первые четыре места на чемпионате Америки, автоматически квалифицировались на чемпионат мира по баскетболу среди девушек до 19 лет, посему в следующем году Чини должна была поехать на мундиаль в Чили, однако игра, которую она показывала, была настолько хороша, что летом 2011 года её пригласили играть за сборную США на летней Универсиаде в Шэньчжэне (Китай) вместе с её старшей сестрой Ннекой. На универсиаде в Китае у американок была великолепная стартовая пятёрка, в которой помимо сестёр Огвумике играли Елена Делле Донн, Скайлар Диггинс и Деверо Питерс, а руководил сборной многолетний наставник студенческой команды «Айова Стэйт Сайклонс» Билл Феннелли. Звёзднополосатые одержали победы во всех матчах турнира с общей разностью по очкам (587-317), встретив только отчаянное сопротивление в полуфинале со стороны австралиек (79-67), и заслуженно выиграли золотые медали первенства, а сама Чини стала лишь пятой по результативности игроком своей команды, набирая в среднем за игру по 9,5 очка.